# Ján Kantorák
Ján Kantorák (* 27. května 1941) byl slovenský a československý politik Komunistické strany Slovenska a poslanec Sněmovny národů Federálního shromáždění za normalizace.

## Biografie
K roku 1971 se profesně uvádí jako předseda JZD. Šlo o JZD v obci Uhorské.
Ve volbách roku 1971 zasedl do slovenské části Sněmovny národů (volební obvod č. 116 – Poltár, Středoslovenský kraj). Ve FS setrval do konce funkčního období, tedy do voleb roku 1976.